# Norman Thagard
Norman Earl Thagard (Marianna, 3 luglio 1943) è un ex astronauta e medico statunitense.
Nel 1995 è stato il primo americano ad andare nello spazio a bordo di un veicolo russo (Sojuz TM-21) e per questo può essere considerato il primo cosmonauta statunitense.